# Maids Head Hotel
Maids Head Hotel es, en la actualidad, un hotel ubicado en la ciudad inglesa de Norwich, en el condado de Norfolk. Desde el 26 de febrero de 1954 está catalogado como edificio protegido de grado II.

## Historia
Se dice que la reina Isabel I de Inglaterra durmió en el hotel en 1587. Así mismo, se cuenta que está embrujado por el fantasma de un anciano, que se cree que es el antiguo alcalde de la ciudad y que ha sido visto sacudiendo la cabeza en el patio, y por el fantasma de una antigua doncella, cuya presencia puede detectarse por un inconfundible olor a lavanda.

## Ubicación
El hotel está en la zona del centro de Norwich conocida como Tombland, y está muy cerca de la catedral de dicha ciudad. La estación de tren de Norwich está a 1,1 km al sureste del hotel. El aeropuerto más cercano es el Aeropuerto Internacional de Norwich y está a 5,6 km al norte del hotel.

## Descripción
El hotel data del siglo XIII y es una amalgama de al menos 6 edificios. La fachada principal da a la intersección de tres calles, Tombland, Wensum Street y Palace Street. El hotel cuenta con un total de 84 habitaciones, todas ellas con baño. El hotel también cuenta con una mezcla de salas de reuniones y conferencias. También hay un restaurante que se llama The WinePress @ Wensum. El hotel tiene dos zonas de bar. El Maids Head Bar cuenta con paneles de roble de estilo jacobino y se dice que lo han frecuentado huéspedes como Horatio Nelson y Edith Cavell.